# Volgermeerpolder

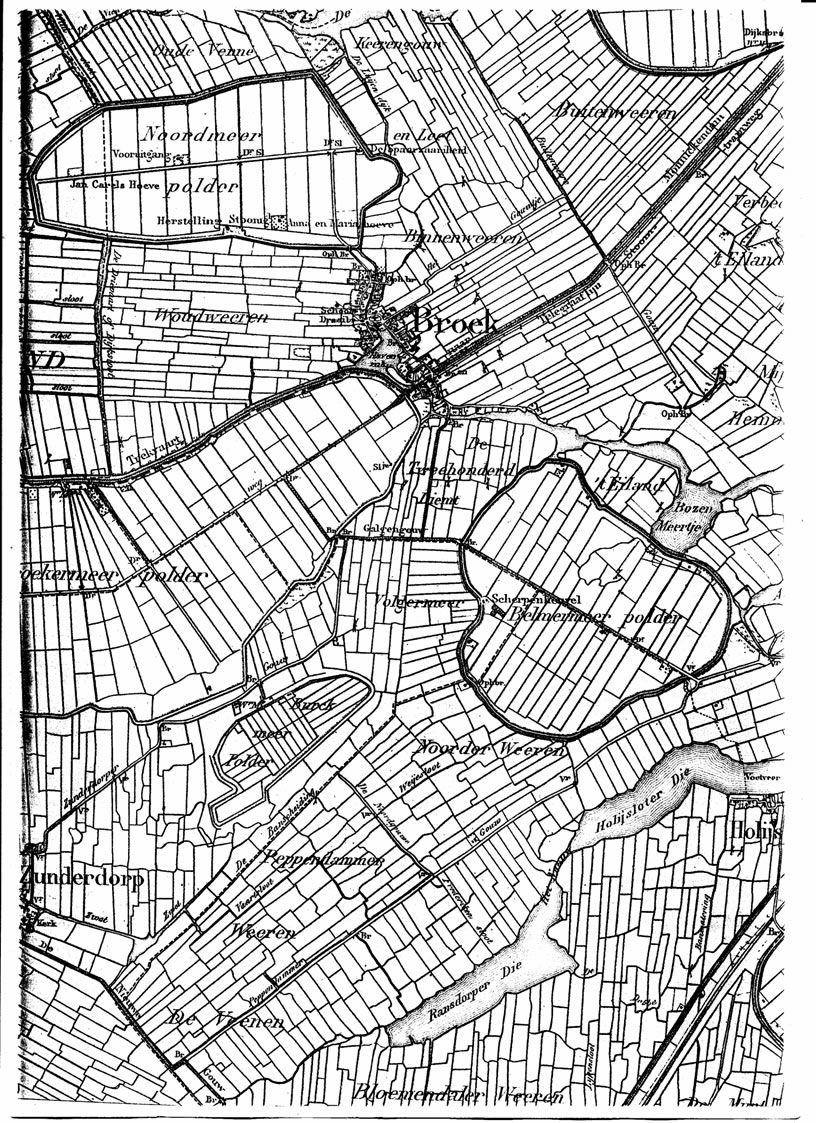
"Volgermeer" op een kaart uit 1850.

De Volgermeerpolder is een natuurgebied ten noorden van Amsterdam, dat in gebruik was als vuilnisbelt en waar jarenlang giftig vuil is gestort.
Het gebied, dat ligt tussen de Broekermeerpolder en de Belmermeerpolder, is geen polder. Oorspronkelijk Volgerweren geheten, werd het in 1853 door een kaartenmaker abusievelijk benoemd als Volgermeerpolder. Vanaf 1927 is het gebied gebruikt als vuilstortplaats na het afgraven tussen 1920 en 1955 van veen onder de naam Veenderij Zunderdorp.

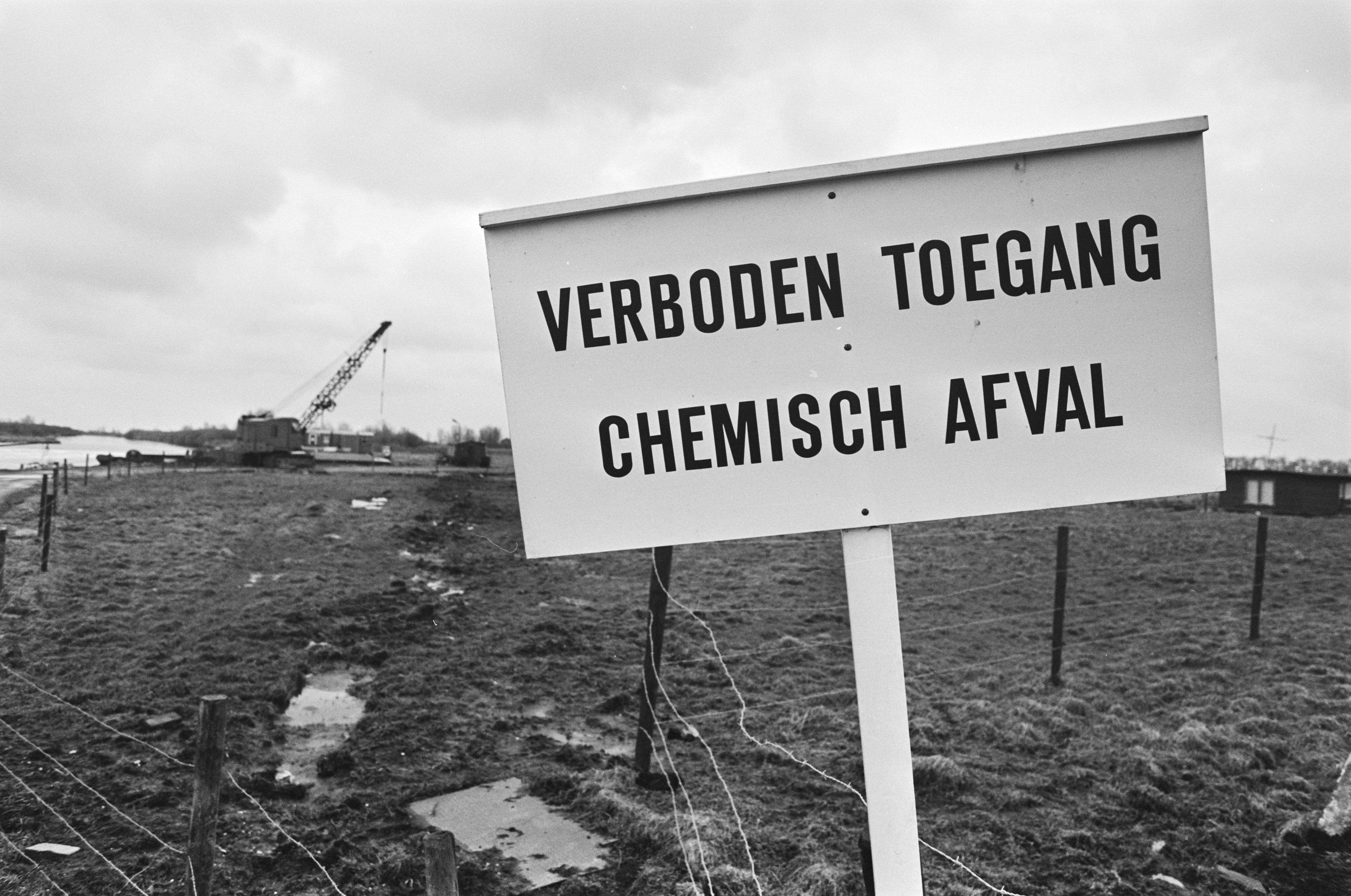
Bord bij de vuilstortplaats.

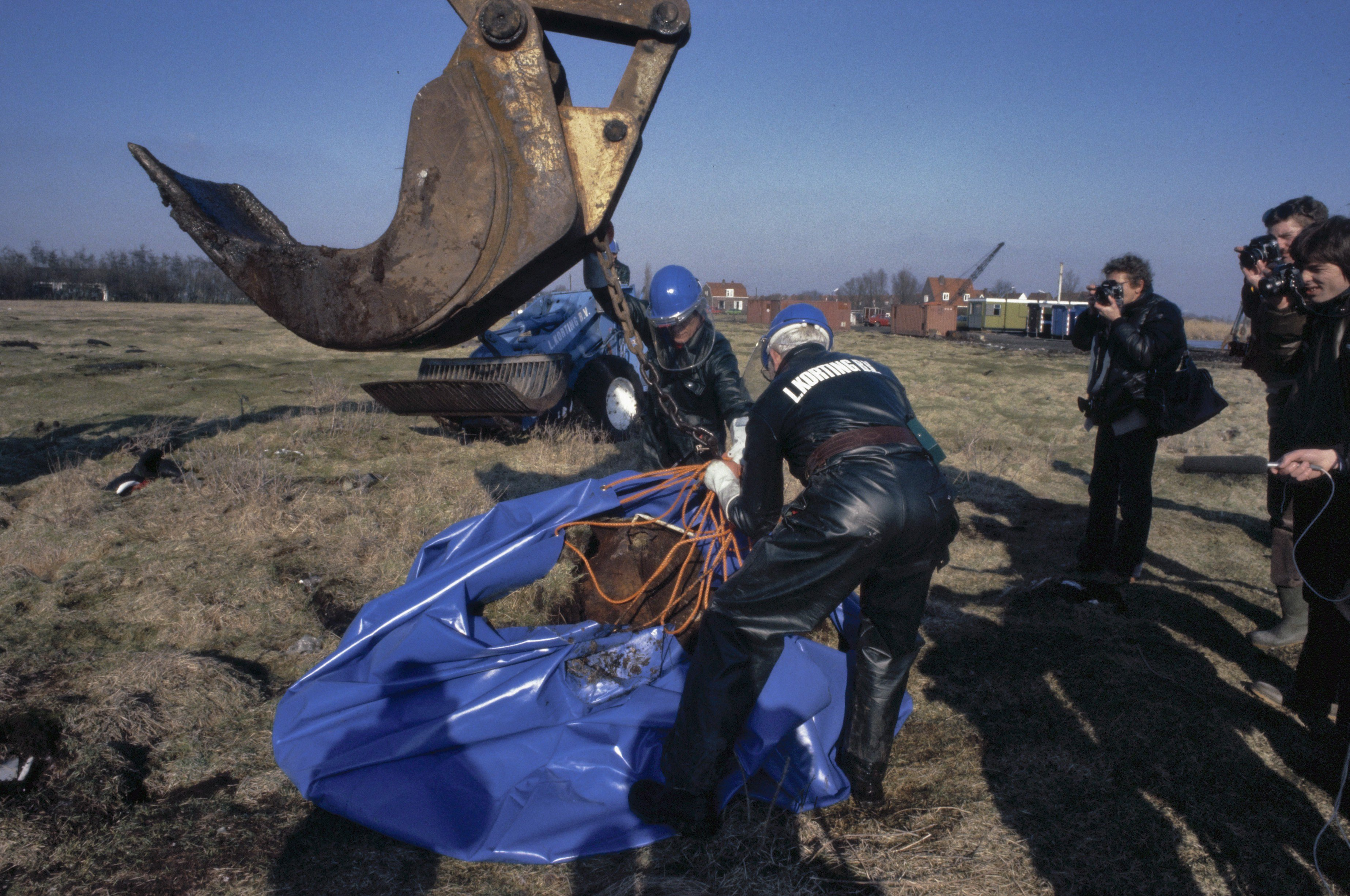
Eerste fase van het uitlepelplan in Volgermeerpolder: besmette grond en vaten worden in plastic verpakt (1981).

In de jaren 1960 werd er door meerdere chemische bedrijven, waarvan het grootste Philips-Duphar was, tienduizenden vaten gif gedumpt met oogluikende toestemming van Amsterdamse ambtenaren. In maart 1980 werd het eerste gifvat bij toeval ontdekt door iemand die er werkte. Toen deze 'klokkenluider' dit bekendmaakte, werd hij meteen ontslagen.
De Volgermeer is volgens de Dienst Milieu en Bouwtoezicht van de gemeente Amsterdam de grootste vervuilde locatie van Nederland. Omdat het terrein te groot is voor een bodemsanering stelde het Ministerie van VROM in 1998 voor de voormalige stortplaats af te dekken met folie en daarbovenop grond van elders aan te brengen. In 2001 heeft een geslaagde proef plaatsgevonden. In 2006 is daadwerkelijk met de inkapseling begonnen. Eerst is een deklaag van grond aangebracht, met daaroverheen een niet waterdoorlatende folie. Over de folie is nog een laag grond gebracht. Daarbovenop wordt getracht  natuurlijke veenmosvegetaties te ontwikkelen die door hun speciale eigenschappen kunnen bijdragen aan een duurzame en permanente isolatie van de vervuilde lagen eronder. Dit is een experimentele techniek van veenvorming die door het adviesbureau natural capping wordt genoemd. Hiertoe is onder meer 15 km kade aangelegd zodat natte gebiedjes gelijkend op sawa's zijn ontstaan.
Na afloop van de afdekking heeft de voormalige vuilstortplaats het aanzien en het beheer gekregen van een natuurgebied. Met deze oplossing zal het gebied wel altijd gecontroleerd moeten blijven worden vanwege eventueel mogelijke lekkage van verontreinigd grondwater.
Op 23 april 2011 is het gebied voor het eerst opengesteld voor publiek. Landschap Noord-Holland organiseerde hier een open dag.